# Allacma
Allacma är ett släkte av urinsekter. Allacma ingår i familjen Sminthuridae.
Släktet innehåller bara arten Allacma fusca.

## Bildgalleri

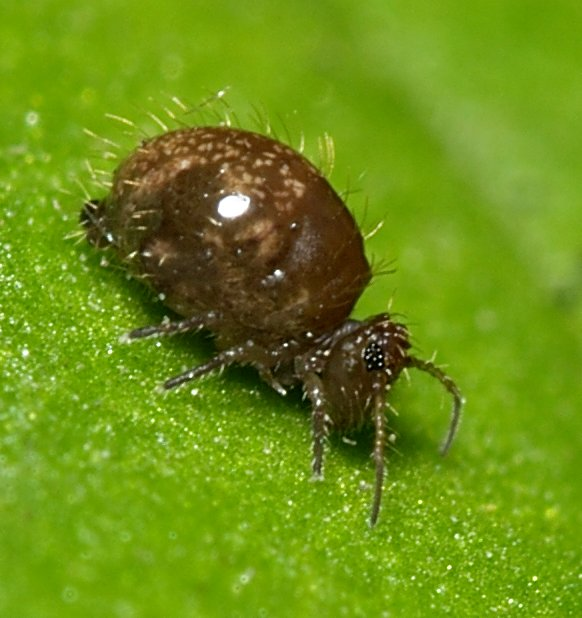
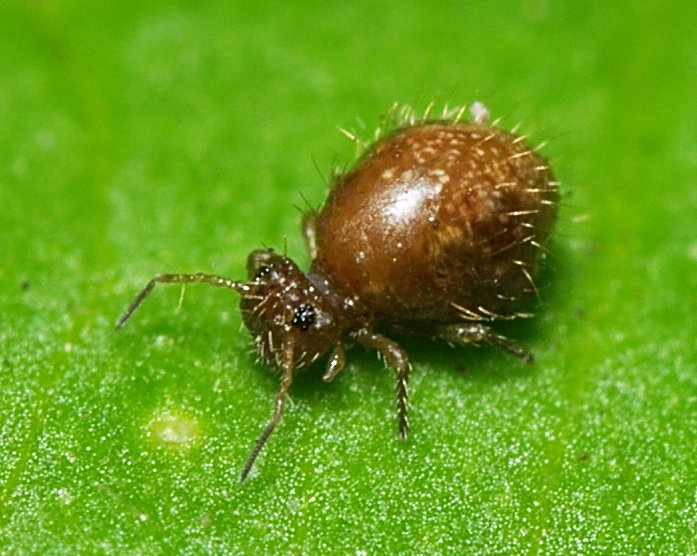